# Čepice (Rabí)
Čepice jsou vesnice, část města Rabí v okrese Klatovy v Plzeňském kraji. Nachází se asi 2,5 kilometru jihozápadně od Rabí. Prochází zde silnice II/169 a železniční trať č. 185 z Horažďovic do Domažlic. Čepice jsou také název katastrálního území o rozloze 4,64 km².

## Historie

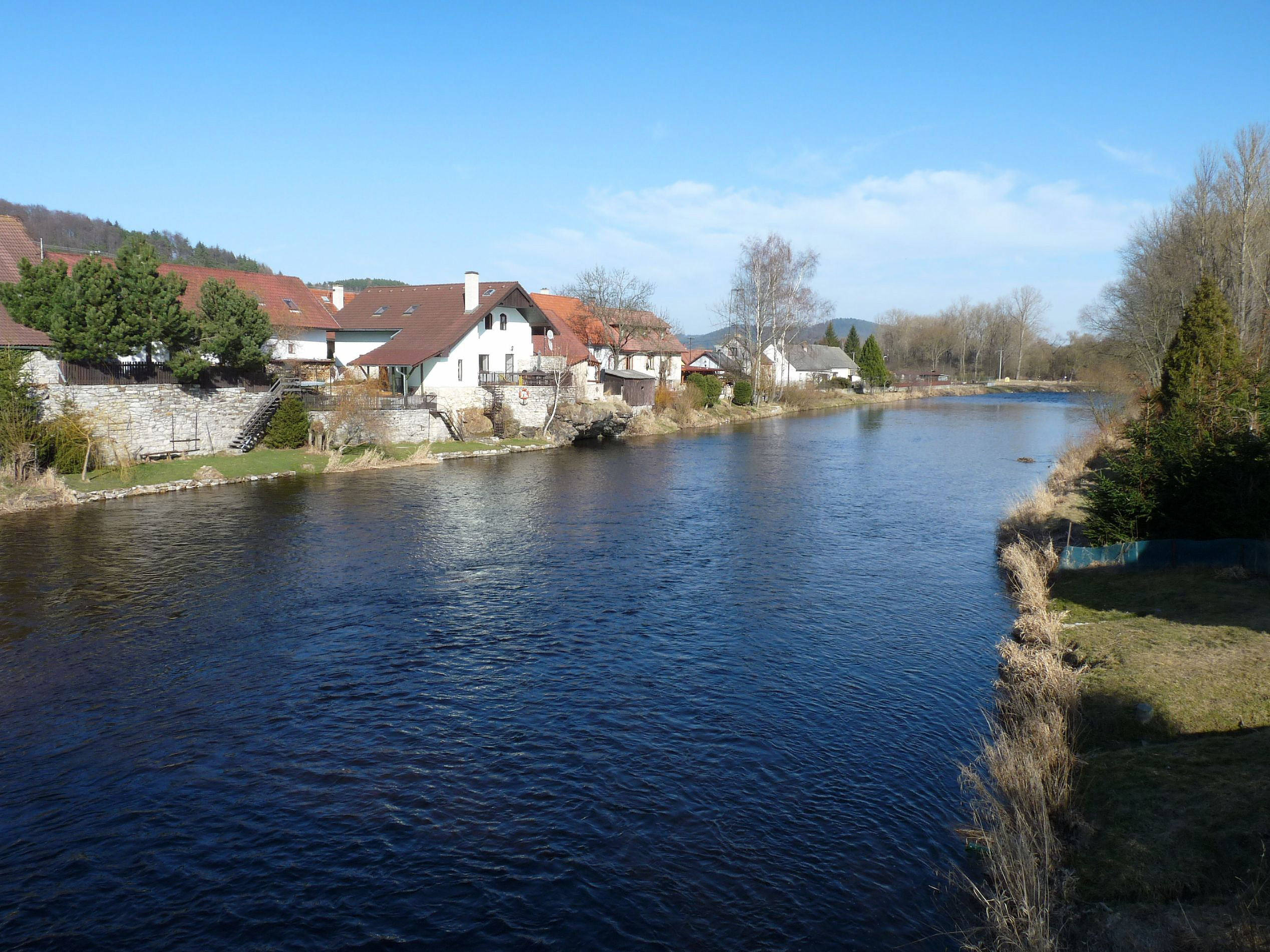
Otava ve vsi

První písemná zmínka o vesnici pochází z roku 1545.

## Obyvatelstvo
| Rok            | 1869 | 1880 | 1890 | 1900 | 1910 | 1921 | 1930 | 1950 | 1961 | 1970 | 1980 | 1991 | 2001 | 2011 | 2021 |
| -------------- | ---- | ---- | ---- | ---- | ---- | ---- | ---- | ---- | ---- | ---- | ---- | ---- | ---- | ---- | ---- |
| Počet obyvatel | 225  | 232  | 270  | 261  | 288  | 320  | 262  | 263  | 175  | 152  | 117  | 75   | 66   | 78   | 86   |
| Počet domů     | 34   | 34   | 38   | 40   | 42   | 47   | 54   | 69   | 46   | 43   | 35   | 47   | 48   | 53   | 54   |

## Obecní správa
Při sčítání lidu v letech 1850–1963 Čepice byly samostatnou obcí v okrese Sušice. Od roku 1964 jsou částí města Rabí v okrese Klatovy.

## Pamětihodnosti a zajímavosti
- Socha svatého Jana Nepomuckého (Čepice)
- Kaple na návsi
- Křížek u silnice směrem na Rabí
- Pomník padlým v první světové válce
- Dva mosty přes řeku Otavu, na jednom z nichž je socha svatého Jana Nepomuckého. Vesnice se dvěma mosty přes řeku není příliš obvyklý úkaz.
- Sluneční hodiny na domě čp. 41
- V obci se nachází oblíbené vodácké tábořiště při sjezdu Otavy
- V lesích nad obcí se nachází přírodní rezervace Čepičná